# Expectoração
Expectoração é a expulsão, por meio da tosse, de secreções provenientes da traqueia, brônquios e pulmões. Pode ser predominantemente purulento, mucoso ou sanguinolento. A gripe é uma causa comum de expectoração.